# Pteris buchananii
Pteris buchananii är en kantbräkenväxtart som beskrevs av Bak. ap. Sim. Pteris buchananii ingår i släktet Pteris och familjen Pteridaceae. Inga underarter finns listade.